# Yanis Charcosset
Pas d'image ? Cliquez ici

a Compétitions nationales et continentales officielles uniquement.

Dernière mise à jour le 15 juin 2025.
Yanis Charcosset, né le 28 août 2001 à Mâcon, est un joueur français de rugby à XV qui joue au poste de talonneur.

## Biographie
Yanis Charcosset naît à Mâcon et grandit à Romanèche-Thorins. Il commence le rugby à l'âge de quatre ans au Rugby Club de Belleville-en-Beaujolais, avant de rejoindre le Lyon olympique universitaire en 2016.
Il dispute son premier match de Top 14 le 5 septembre 2021 contre Clermont, en remplaçant Jordan Taufua à deux minutes du terme de la rencontre. Charcosset fait ensuite ses débuts en Challenge européen le 10 décembre contre Gloucester.
Le 23 octobre 2021, il inscrit son premier essai en professionnel sur le terrain du Stade français, à la réception d'un jeu au pied de Baptiste Couilloud cafouillé par la défense parisienne.
En mai 2022, Charcosset et ses coéquipiers dominent Toulon en finale du Challenge européen et remportent le premier titre européen de l'histoire du club.
Le 17 décembre 2022, il joue son premier match de Champions Cup contre les Saracens.
En décembre 2024, Yanis Charcosset est annoncé du côté du CA Brive à l'issue de la saison 2024-2025.  

## Palmarès
- Vainqueur du Challenge européen en 2022 avec le Lyon OU.